# Veyrières (Corrèze)
Veyrières (Veirièras auf Okzitanisch) ist eine französische Gemeinde mit 82 Einwohnern (Stand 1. Januar 2022) im Département Corrèze in der Region Nouvelle-Aquitaine.

## Geografie
Die Gemeinde liegt im Zentralmassiv linksseitig der Diège unweit des Plateau de Millevaches und dem Regionalen Naturpark Millevaches en Limousin. Die Diège-Talsperre Barrage des Chaumettes liegt ca. acht Kilometer südwestlich.
Tulle, die Präfektur des Départements, liegt ungefähr 70 Kilometer südwestlich, Ussel etwa 10 Kilometer nordwestlich und Bort-les-Orgues rund 15 Kilometer südöstlich.
Nachbargemeinden von Veyrières sind Saint-Bonnet-près-Bort im Norden, Saint-Victour im Süden sowie Saint-Exupéry-les-Roches im Westen.

### Verkehr
Der Ort liegt ungefähr 15 Kilometer südöstlich der Abfahrt 23 der Autoroute A89.

## Wappen
Beschreibung: In Blau ein goldener Roch.

## Einwohnerentwicklung
| Jahr      | 1962 | 1968 | 1975 | 1982 | 1990 | 1999 | 2007 | 2016 |
| Einwohner | 78   | 89   | 86   | 69   | 71   | 66   | 57   | 72   |

## Sehenswürdigkeiten
- Die Kirche  Notre-Dame, ein romanischer Sakralbau aus dem 12. Jahrhundert, ist seit dem 13. Oktober 1971  als Monument historique klassifiziert[2].